# Bullet (glasbena skupina)
Bullet je švedska heavy metal skupina, ki sta jo ustanovila Hampus Klang in Dag "Hell" Hofer leta 2001 v Växjöju. Prvi demo, Heavy Metal Highway, so izdali leta 2002, prvi album, Heading for the Top, pa leta 2006 v založbi Black Lodge. Pevec skupine Iron Maiden Bruce Dickinson je leta 2006 na radijskem programu BBC odigral njihovo pesem s prvenca Turn it up loud.
Leta 2008 je izšel drugi album, Bite the Bullet . 21. junija 2009 so igrali z AC/DC na koncertu Ullevi v Gothenburgu, 3. oktobra 2009 pa so odpeli dve pesmi v Globu pred 15.000 poslušalci pred hokejsko tekmo NHL med  Detroit Red Wings in St. Louis. Tretji album, Highway Pirates, so izdali 2011, četrtega, Full Pull, leta 2012,  peti, Storm of Blades, je izšel 2014, leta 2018 pa je na plano prišel še Dust to Gold.
Kitarist Hampus Klang je svoje čase igral tudi v grindcore skupini Birdflesh, basist Adam Hector pa je pel v hardcore skupini Path of No Return.

## Diskografija
| Leto | Naslov              | Založba               |
| ---- | ------------------- | --------------------- |
| 2006 | Heading for the Top | Black Lodge Records   |
| 2008 | Bite the Bullet     | Black Lodge Records   |
| 2011 | Highway Pirates     | Black Lodge Records   |
| 2012 | Full Pull           | Nuclear Blast Records |
| 2014 | Storm of Blades     | Nuclear Blast Records |
| 2018 | Dust to Gold        | Steamhammer           |

### Albumi v živo
- Live (2019)

### 7" singli & EP-ji
- "Speeding in the Night" EP (2003)
- "Full Pull" (2012)
- "Storm of Blades" (2014)
- "High Roller" (Enforcer) / "Back on the Road" (Bullet)